# 대한국야소교회 대표자 호소문
대한국야소교회 대표자 호소문은 서울특별시 서대문구 동은의학박물관에 있는 일제강점기의 문서이다. 2015년 12월 8일 대한민국의 국가등록문화재 제653호로 지정되었다.

## 개요
1919년 5월에 안승원, 손정도 목사 등 한국 기독교계 대표 11명이 3‧1독립운동 이후 일제의 폭압적인 통치와 한국인들의 평화적 저항을 대비시키며 전 세계 기독교도들의 지원을 요청하는 호소문 성격의 문서이다.
이 문서는 일제강점기인 1919년 3월 1일의 독립운동 이후 임시정부에 참여한 기독교인들이 중심이 되어 일제의 만행에 저항하고, 그 잔인함을 미국과 전 세계에 알렸다는 점에서 매우 가치가 있는 자료이다.

## 참고 자료
- 대한국야소교회 대표자 호소문 - 국가유산청 국가유산포털